# Nieuwvoorde

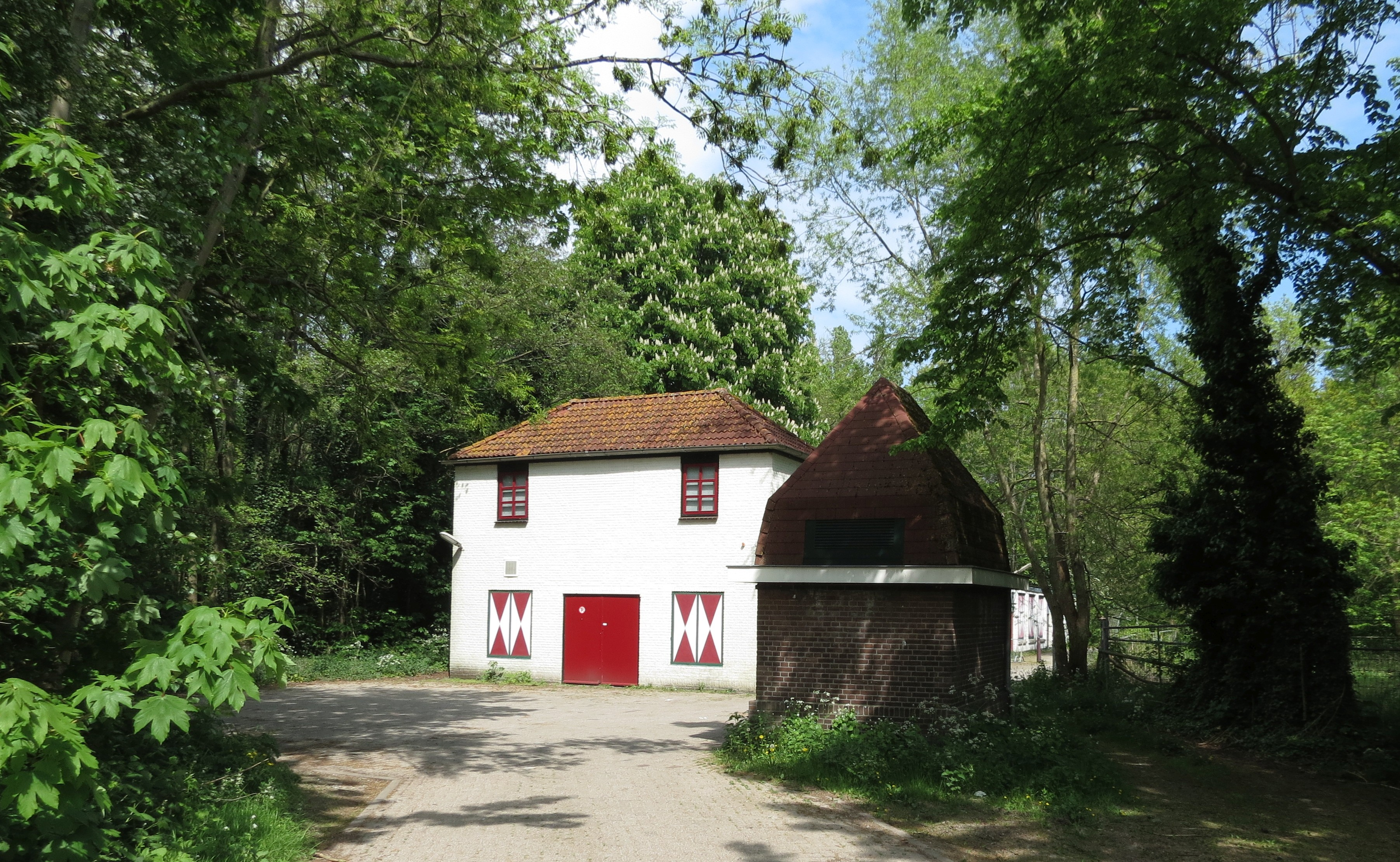
Rijswijk, Nieuwvoorde, clubgebouwen biljartvereniging en jeu-de-boulesvereniging

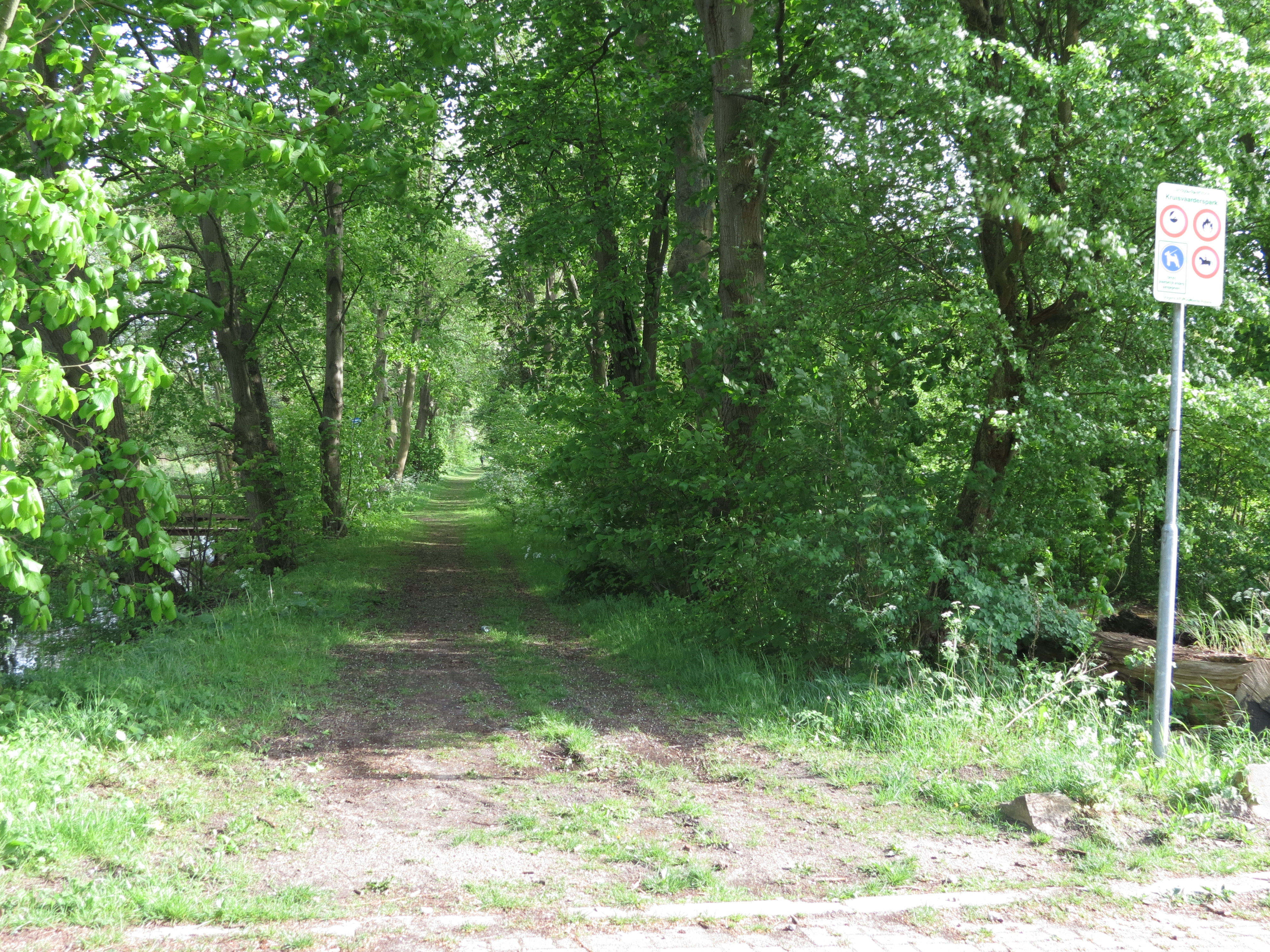
Voormalige oprijlaan van Landgoed Nieuwvoorde in Rijswijk (Zuid-Holland)

Nieuwvoorde is een landgoed in de landgoederenzone in de Nederlandse plaats Rijswijk (Zuid-Holland). Het ligt tussen de landgoederen Duinzicht en Outshoorn, en strekt zich uit van de van Vredenburchweg (adres: van Vredenburchweg 164) tot aan de Broeksloot.
Tot in de negentiende eeuw stond op Nieuwvoorde het Landhuis Steenvoorde, dat in 1887 gesloopt werd.  In 1925 vestigden de Kruisvaarders van Sint-Jan zich op het landgoed waar het jongensinternaat Ora et Labora werd gesticht. Op 27 oktober 1944 stortte vlakbij een V2-raket neer die was gelanceerd vanuit het Rijswijkse bos, er kwamen vijf broeders, zeven jongens en twee bezoekers om het leven. Het gebouw was ernstig beschadigd en de broeders vonden tot 1947 onderdak in landgoed Zuidhoorn. Na de oorlog werd over het landgoed de doorgaande Prinses Beatrixlaan aangelegd. Op de oude plaats werden later in de twintigste eeuw de clubgebouwen van een biljartclub en een jeu-de-boulesclub gebouwd. 
Ter herinnering aan de Kruisvaarders van Sint Jan werd op Nieuwvoorde het Kruisvaarderspark ingericht. De oorspronkelijke oprijlaan van het landgoed is nog aanwezig als een onverhard pad naast de Prinses Beatrixlaan.